# Younes al-Shibani
 Younes Hussein al-Shibani (arabisch يونس الحسين الشيباني, DMG Yūnus al-Ḥusain aš-Šaibānī; * 27. Juni 1981 in Misrata) ist ein ehemaliger libyscher Fußballspieler bevorzugt eingesetzt auf der Position eines Innenverteidigers. Er war zuletzt für al-Ittihad in Tripolis und die libysche Fußballnationalmannschaft aktiv.

## Karriere

### Verein
Seine Vereinskarriere begann al-Shibani in seiner libyschen Heimat, wo er ab dem Jahr 2003 im Kader des Erstligisten al-Swihli aus seiner Heimatstadt Misrata stand. Ob er dem Verein bereits davor angehörte, ist aus den Quellen hingegen nicht ersichtlich. In der Saison 2003/04 belegte er mit den Verein nur einen Platz unteren Abschnitt der Tabelle. Nach Ablauf der Saison verließ er den Verein und schloss sich den Ligakonkurrenten und amtierenden Landesmeister al-Olympique SC an. Den Titel konnte er an der Seite von Omar Daoud, Wassiou Oladipupo und Stürmer Nader Kara jedoch nicht verteidigen und die Mannschaft platzierte sich letztendlich auf den dritten Tabellenplatz. Auch im libyschen Pokal schied er mit der Mannschaft bereits in der zweiten Runde gegen den späteren Vizemeister al-Uruba, durch die Auswärtstorregel nach Hin- und Rückspiel, mit 2:2 aus. Zudem nahm er mit den Verein an der CAF Champions League 2005 teil, wo in der Vorrunde, dass Team Renaissance FC aus dem Tschad mit 4:3 nach Hin- und Rückspiel bezwungen wurde. In der nächsten Runde musste sich die Mannschaft den Gegner USM Algier aus Algerien jedoch deutlich mit 0:7 nach Hin- und Rückspiel geschlagen geben. Auch in seiner zweiten Saison konnte er mit den Verein keinen Landestitel gewinnen, obwohl die Auswahl im Finale des Pokals nur knapp am Gegner al-Ahly mit 2:1 scheiterte.
2006 verließ al-Shibani den Verein und wechselte innerhalb der libyschen Premier League zum Hauptstadtklub al-Ittihad. Hier gewann er an der Seite von Torhüter und Vereinslegende Samir Aboud, Naji Shushan und Stürmer Mohamed Zubya bereits in seiner Debütsaison für den neuen Verein seine erste Meisterschaft. Mit 11 Toren in 21 Ligaspielen trug er selbst seinen Anteil dazu bei. Mit den Siegen gegen Al-Akhdhar SC (1:0) im nationalen Pokal und gegen selbigen Gegner im Supercup (3:1) gewann er zudem sein erstes Triple der Vereinskarriere. Mit der Mannschaft nahm er auch an der CAF Champions League 2007 teil, wo sich die Auswahl nach Siegen gegen Mogas 90 FC (4:0 nach Hin- und Rückspiel), AS GNN (5:1 nach Hin- und Rückspiel) und Étoile du Congo (3:3 nach Hin- und Rückspiel durch Auswärtstorregel), für die Gruppenphase des Viertelfinals qualifizierte. Auch hier setzte er sich mit der Mannschaft gegen die Kontrahenten FAR Rabat, JS Kabylie und Étoile Sportive du Sahel durch und platzierte sich hinter den späteren Sieger Étoile Sportive du Sahel auf den zweiten Platz der Gruppe A. Im Halbfinale unterlag er dann mit der Mannschaft jedoch knapp mit 1:0 gegen den ägyptischen Gegner al Ahly aus Kairo. Er war somit Teil der Mannschaft, die den bis heute größten internationalen Erfolg in der Vereinsgeschichte erreichte.
Als etablierter Stammspieler des Vereins konnte er mit der Mannschaft sowohl den Titel des Landesmeisters als auch den Supercup ein Jahr später erfolgreich verteidigen. Er selbst stand dabei bei allen 30 Ligaspielen des Vereins auf dem Platz. Nur im Pokal schied er mit der Auswahl im Achtelfinale gegen Al-Akhdhar mit 4:2 i. E. aus. Auch in der CAF Champions League 2008 scheiterte al-Shibani im Achtelfinale am Vertreter Tout Puissant Mazembe (2:3 nach Hin- und Rückspiel) aus der Demokratischen Republik Kongo. Eine Saison später gelang ihn mit den Verein sein zweites Triple der Karriere, bestehend aus den Titel des Landesmeisters, Nationalen Pokal und den Supercup. Im Wettbewerb der CAF Champions League 2009 scheiterte al-Shibani mit der Mannschaft jedoch bereits in der zweiten Runde am sudanesischen Verein al-Merreikh (1:4 nach Hin- und Rückspiel) aus Omdurman. Auch ein Jahr später schied die Mannschaft um al-Shibani bereits im Achtelfinale der CAF Champions League 2010 gegen den ägyptischen Gegner al Ahly aus Kairo aus. Mit den Gewinn der Landesmeisterschaft 2010 und den Sieg im Finale des Supercup, gegen die Auswahl des al-Nasr (3:0) aus Bengasi, feierte al-Shibani seine letzten beiden Vereinstitel. Der ausbrechende Bürgerkrieg in Libyen unterbrach 2011 nicht nur die laufende Saison, sondern auch die Karriere vieler Spieler im Land. Al-Shibani entging diesem Umstand, indem er seine libysche Heimat in Richtung Marokko verließ und sich dort dem Erstligisten Olympique Khouribga anschloss. Hier absolvierte er jedoch lediglich 9 Pflichtspiele und platzierte sich mit der Mannschaft am Ende der Saison im Mittelfeld der Tabelle. Nach nur einer Spielzeit kehrte er in seine Heimat zurück und schloss sich erneut dem Hauptstadtklub al-Ittihad in Tripolis an. Obwohl der Ligabetrieb im Jahre 2013 kurzzeitig wieder aufgenommen wurde, konnte er bis zu seinem Karriereende im Jahr 2014 keine weiteren Titel mehr gewinnen.

### Nationalmannschaft
Sein Debüt für die libysche Fußballnationalmannschaft gab al-Shibani am 11. Oktober 2003, im Rahmen der Qualifikation zur Fußball-Weltmeisterschaft 2006 unter Trainer Ilija Lončarević, gegen die Auswahl von São Tomé und Príncipe (0:1). Sein erstes Länderspieltor erzielte er ein Jahr später, ebenfalls in einen WM-Qualifikationsspiel, gegen die Auswahl des Benin, als er nach neun Minuten zur 1:0-Führung traf. Zwei Jahre später gehörte er neben den Vereinsgefährten Osama al-Hamadi, Naji Shushan und Meftah Ghazalla zum Aufgebot der Fursan al-Mutawasit beim Afrika-Cup 2006 in Ägypten und kam dabei in den Partien gegen Ägypten (3:0) und die Elfenbeinküste (1:2) zum Einsatz. Zudem war er Teilnehmer an Qualifikationsspielen zur Fußball-Weltmeisterschaft (2006, 2010, 2014) und der Afrikameisterschaft (2008), konnte dabei jedoch keine nennenswerten Erfolge mit der Mannschaft erzielen. Einzig in der Qualifikation zur Afrikameisterschaft 2012 gelang der Sprung in die Endrunde. Obwohl al-Shibani dabei lediglich in den zwei Qualifikationsspielen gegen die Komoren (3:0 und 1:1) zum Einsatz kam, wurde er durch Trainer Marcos Paquetá in das Aufgebot zur Endrunde in Gabun und Äquatorialguinea berufen. Hier kam er neben Torhüter und Kapitän Samir Aboud, Jamal Mohammed und Ali Salama in allen drei Partien, gegen Gastgeber Äquatorialguinea (1:0), Sambia (2:2) und den Senegal (2:1), zum Einsatz.
Noch im gleichen Jahr gehörte er ebenfalls zum Aufgebot der Fursan al-Mutawasit beim Arabischer Nationenpokal 2012 in Saudi-Arabien. Nachdem sich die Mannschaft um al-Shibani, Mohamed al-Maghriby und Mohamed Qanaou in der Gruppenphase gegen die Teams aus Bahrain (2:1), Jemen (3:1) und Marokko (0:0) durchsetzte, gewann die Auswahl im Halbfinale auch überraschend gegen Gastgeber und Mitfavorit Saudi-Arabien mit 2:0. Im Finale unterlag er mit der Mannschaft jedoch der Auswahl von Marokko nach 1:3 i. E. Al-Shibani kam während des Turnier, bis auf das Spiel gegen Jemen, in allen Partien zum Einsatz. Sein letztes Spiel im Trikot der libyschen Fußballnationalmannschaft absolvierte er am 18. November 2013, im Freundschaftsspiel unter Trainer Javier Clemente, gegen die Auswahl des Benin (1:0).

### Erfolge
Verein
- Libyscher Meister (4): 2007, 2008, 2009, 2010
- Libyscher Pokalsieger (2): 2007, 2009
- Libyscher Supercup (4): 2007, 2008, 2009, 2010